# Szczeciniak chropawy

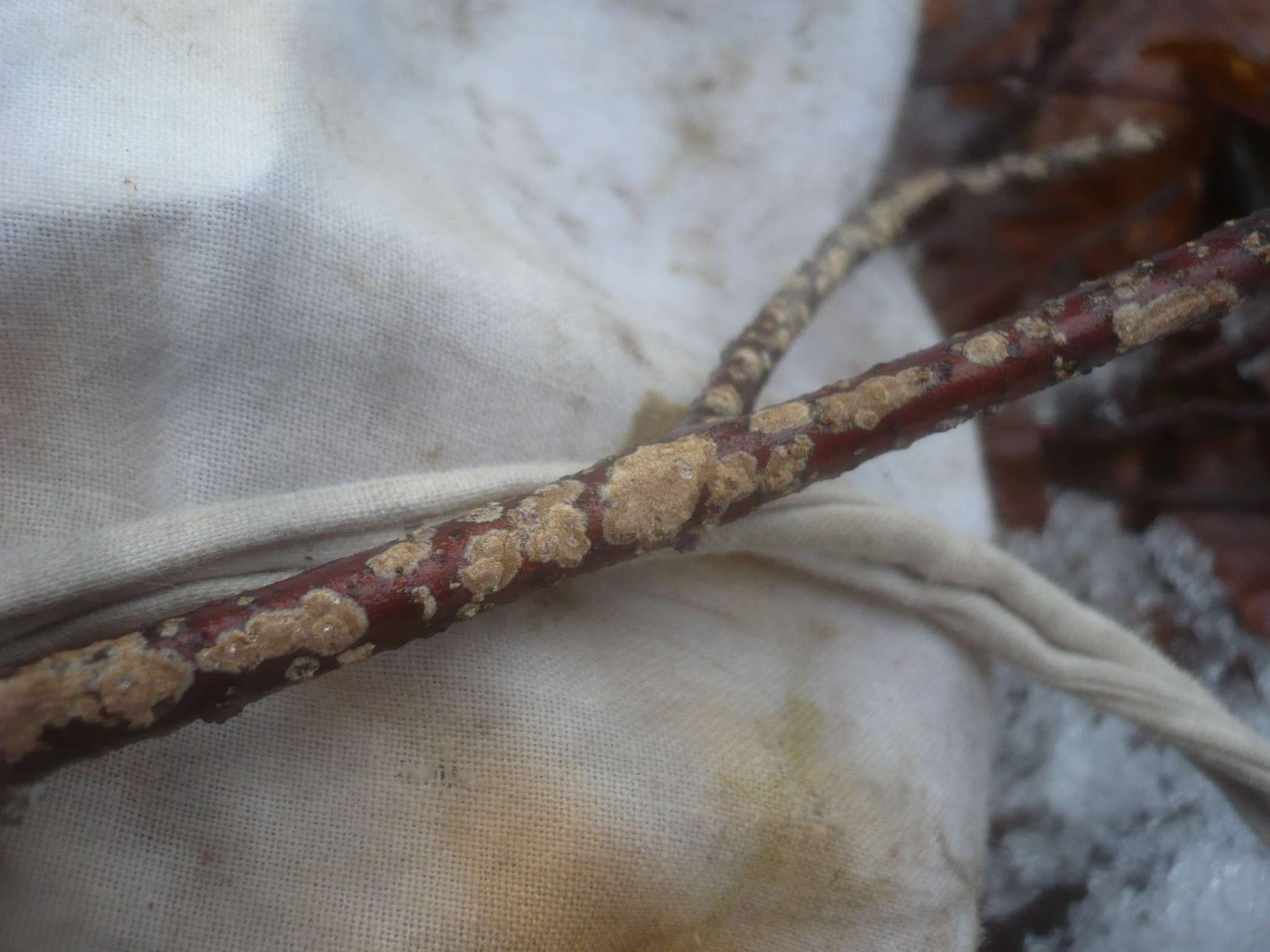

Szczeciniak chropawy (Hydnoporia corrugata (Fr.) K.H. Larss. & Spirin) – gatunek grzybów z rodziny szczeciniakowatych (Hymenochaetaceae).

## Systematyka i nazewnictwo
Pozycja w klasyfikacji według Index Fungorum: Hydnoporia, Hymenochaetaceae, Hymenochaetales, Agaricomycetidae, Agaricomycetes, Agaricomycotina, Basidiomycota, Fungi.
Po raz pierwszy opisał go w 1815 r. Elias Fries nadając mu nazwę Thelephora corrugata. Obecną, uznaną przez Index Fungorum nazwę nadali mu w 2019 r. Karl-Henrik Larsson i Wjatcheslav A. Spirin.
Ma 14 synonimów. Niektóre z nich:
- Hymenochaete corrugata (Fr.) Lév. 1846
- Hymenochaetopsis corrugata (Fr.) S.H. He & Jiao Yang 2016
- Pseudochaete corrugata (Fr.) S.H. He & Y.C. Dai 2012[2].

Polską nazwę szczeciniak chropawy zaproponował Władysław Wojewoda w 2003 r. Wcześniej miał inne nazwy: powłocznik chropawy (Franciszek Błoński 1896), szczecinkowiec pomarszczony (Barbara Gumińska i W. Wojewoda 1983). Wszystkie te nazwy są niespójne z aktualną nazwą naukową.

## Morfologia
Owocnik wieloletni, skórzasty, o grubości 0,1–0,5 mm i długości kilku cm. Brzeg ostro odgraniczony i mocno przyrośnięty do podłoża, najpierw w kolorze hymenium, później żelazistobrązowy (w dojrzałych owocnikach zwykle ciemniejszy niż powierzchnia hymenium). Powierzchnia hymenialna gładka lub niewyraźnie ziarenkowata, początkowo szara do szarawochrowej, później blado czekoladowobrązową, u dojrzałych owocników silnie promieniście popękana. Subikulum słabo widoczne, ciemnobrązowe do prawie czarnego, o grubości około 20 µm. Trama kremowa do blado ochrowej, o grubości 30–50 µm. Hymenium i subhymenium szare do jasnobrązowego, o grubości 30-40 µm, z ciemnymi, w większości osadzonymi szczecinkami.
Cechy mikroskopowe
System strzępkowy monomityczny, chociaż wydaje się dimityczny. Strzępki z prostą przegrodą. Strzępki w szczecinkach i w sterylnych częściach starzejących się owocników, ostro-do tępo zakończone, bardzo grubościenne, brązowe, o długości do 170 × 12 µm. Strzępki szkieletowe często obecne w subikulum i najniższych partiach tramy, brązowawe do ciemnobrązowych, sporadycznie rozgałęzione i septowane, o średnicy 2–3,5 µm. Strzępki generatywne głównie o pogrubionych ścianach, w sterylnych częściach żółtawe do brązowawych, o średnicy 2–4,5 µm, nieregularnie ułożone. W warstwie subikulum i w górnej tramie blade do ciemnobrązowych, wyraźnie grubościenne, mniej więcej poziome i równolegle do podłoża. W dolnej tramie i subhymenium hszkliste do jasnobrązowych, przeważnie ułożone pionowo, o średnicy (2,1–)2,2–3,3(–3,6) µm (n = 20/1). Szczecinki w hymenium ostro do tępo zakończone, normalnie z wyraźnie poszerzoną częścią u podstawy, ciemnożelazistobrązowe, 47–73(–90) × 6,2–12,9 µm, Q = 6.82, niektóre wystające do 15–50 µm nad komórkami hymenium, związane z prostą hialinową hyfidą o średnicy 1–2,5 µm. Podstawki wąsko maczugowate, 4-zarodnikowe, 12,2–16,2 (–17,2) × (2,8–)3,0–4,1 µm (n = 20/2). Bazydiospory szeroko cylindryczne do cylindrycznych, proste do lekko zakrzywionych (4,1–)4,2–7,3(–7.8) × 1,7–2,2 µm, Q= 2,74.

## Występowanie
Występuje w Ameryce Północnej, Środkowej i Południowej, Europie, Azji i na Nowej Zelandii. W Europie na północy sięga po Anglię i południowe rejony Półwyspu Skandynawskiego. W Polsce W. Wojewoda w 2003 r. przytacza 8 stanowisk (niektóre bardzo dawne), z uwagą, że gatunek ten jest zagrożony wymarciem. Znajduje się na Czerwonej liście roślin i grzybów Polski. Ma status E – gatunek wymierający, którego przeżycie jest mało prawdopodobne, jeśli nadal będą działać czynniki zagrożenia.
Nadrzewny grzyb saprotroficzny rozwijający się na martwym drewnie. Występuje na martwych pniach i gałęziach drzew i krzewów liściastych: brzoza brodawkowata, bez, lilak, rzadziej drzew iglastych (jodła pospolita). Owocniki rozwijają się od sierpnia do grudnia.